# RAF Bentwaters
RAF Bentwaters est une ancienne base aérienne de l'United States Air Force en Angleterre, maintenant connu sous le nom Bentwaters Parks. La base est située 80 milles au nord de Londres, à 10 milles d'Ipswich, dans le comté de Suffolk. Le nom a été pris à partir de deux chalets ("Bentwaters Chalets") qui se dressaient sur le site de la piste principale lors de sa construction en 1943.
Il a été utilisé par la RAF durant la Seconde Guerre mondiale et par l'United States Air Force pendant la guerre froide, elle est la résidence principale pour la 81e Escadre de chasse sous des appellations diverses de 1951 à 1993. Pendant de nombreuses années, la 81e Escadre de chasse a également exploité la RAF Woodbridge, Bentwaters et Woodbridge étaient connus comme le "Twin bases".

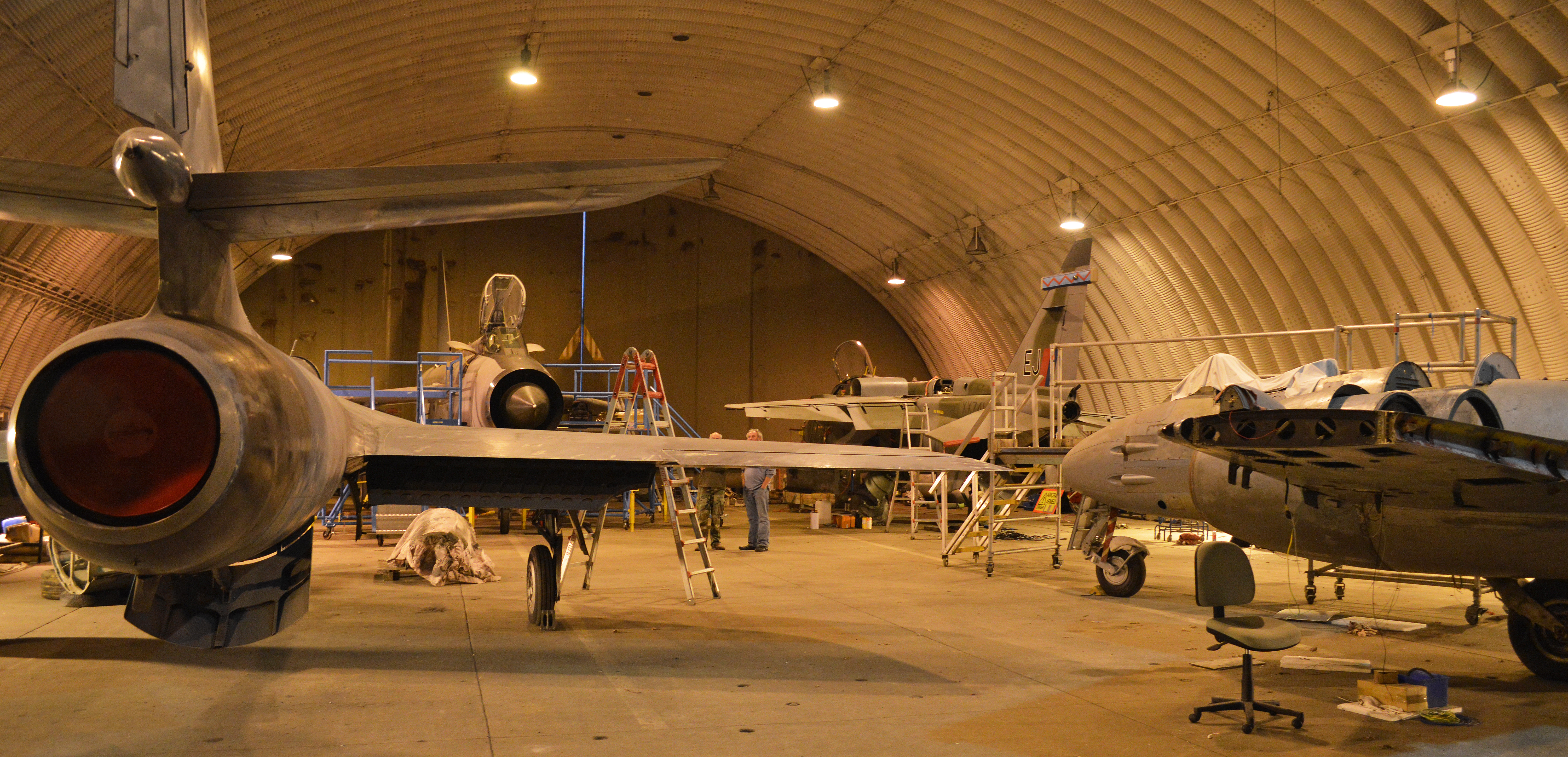
Quatre avions du musée en cours de restauration dans un hangar de la base en 2014.

Le site est maintenant connu sous le nom Bentwaters Parks. Un musée de la guerre froide (le "Bentwaters Cold War Museum") est situé sur le site, il y a des bureaux et entrepôts à louer et le site est également utilisé pour la télévision et du cinéma.

## Œuvres tournées sur l'ancienne base
Les films suivants ont été tournés (en partie ou non) sur l'ancienne base :
- 2013 : Fast and Furious 6 de Justin Lin
- 2013 : Code ennemi de Kasper Barfoed
- 2021 : One Shot de James Nunn